# Zアイランド
Zアイランド（ぜっとあいらんど）は、2015年5月16日公開の日本映画。哀川翔主演、品川ヒロシ監督。哀川翔芸能生活30周年記念主演映画作品。PG12。

## 概要
- 哀川翔芸能生活30周年記念主演映画作品、哀川翔通算111本目主演作品[2]。
- 品川ヒロシ監督映画4作目。
- 第33回ブリュッセル・ファンタスティック国際映画祭 特別招待作品[3]。
- 第7回沖縄国際映画祭 特別招待作品[4]。
- 完成披露試写会 2015年4月27日 東京・TOHOシネマズ新宿[5]。
- 「ヤクザ対ゾンビ」という設定の映画である本作は、品川ヒロシ監督が8年ほど暖めていた企画だった[5]。
- 山本舞香は撮影前にアクションを2か月くらい練習した[6][7]。その際、品川ヒロシ監督も一緒に練習した[6][7]｡
- エキストラ2,800人[8]。
- 品川ヒロシ監督が主題歌「Z〜俺等的逆襲〜」MV[9]を監修、挿入歌「Z DUB」PV[10]を監督した。
- 2015年4月8日、東京ドームで行われた北海道日本ハムファイターズ対埼玉西武ライオンズ戦の始球式に哀川翔が登板[11][12][13]。

## ストーリー
宗形組組長（哀川翔）が竹下組反町組組長（木村祐一）らに襲撃された。宗形組舎弟の武史（鶴見辰吾）は報復すべく反町組組長を銃撃するも警官に取り押さえられ失敗し逮捕、収監される。10年後、武史が出所するが、娘の日向は父に会いたくないと家出をし銭荷島に行ったという。宗形と武史、桜（鈴木砂羽）、信也（RED RICE）は家出した日向を追いかけて銭荷島に渡った。一方、竹下組組長（小沢仁志）の命を受けた竹下組若頭（中野英雄）と反町組長もブツを持ち逃げした吉田（宮川大輔）を追って組員の内田（大悟）とジョー（川島邦裕）を従えて銭荷島に渡る。

## 出演
- 宗形組組長 宗形博也（宗形運送）：哀川翔
- 宗形組幹部 武史（宗形組長の舎弟）：鶴見辰吾
- 宗形組組員 信也：RED RICE
- 日向（武史の娘、女子高生）：山本舞香
- 桜（武史の元妻、クラブのママ）：鈴木砂羽
- セイラ（日向の友達、女子高生）：水野絵梨奈
- 竹下組組長：小沢仁志（※友情出演）
- 竹下組若頭 木山：中野英雄
- 竹下組幹部反町組組長 反町：木村祐一
- 竹下組反町組組員 内田：大悟
- 竹下組反町組組員 ジョー：川島邦裕
- 竹下組組員：山中猛
- 沼田鉄工所 工場長：河本準一
- クラブホステス：森下千里
- オオムラ（竹下組と対立しているヤクザ）：三浦誠己

銭荷島
- 竹下組組員 吉田アキラ：宮川大輔
- アマミヤ（漁師）：榊英雄
- 漁師：深水元基
- ヒロシ（漁師）：山本勇気
- 作田（漁師、白川の同級生）：般若
- 恵（竹下組吉田の女、シゲルの元カノ）：篠原ゆき子
- シゲル（医師）：風間俊介
- 直美（看護婦、シゲルの元カノ）：シシド・カフカ
- 白川（警官）：窪塚洋介
- イセザキ（警官）：不破万作
- 愛情出演：玉置浩二

## スタッフ
- 監督・脚本：品川ヒロシ
- 製作総括：井上伸一郎・岡本昭彦
- 製作：安田猛・戸田義人・小沼修
- 企画：菊池剛・藤原寛
- 企画プロデュース：福地公美
- プロデュース：水上繋雄・中村直史
- プロデューサー：二宮直彦・千綿英久
- ラインプロデューサー：山形良介
- 撮影：柳田裕男（J.S.C）
- 照明：宮尾康史
- 美術：小出憲
- 録音：小川武
- 装飾：谷田祥記
- スタイリスト：渡辺浩司
- ヘアメイク：リョータ
- 特殊造型監修：西村喜廣
- 特殊造形・特殊メイク：下畑知秀
- 編集：須永弘志
- スクリプター：森由布子
- 音響効果：中村佳央
- VFXスーパーバイザー：鹿角剛・村上優悦
- キャスティング：川村恵
- 制作担当：田辺正樹
- 助監督：西山太郎
- 監督助手：鳥飼久仁・安川徳寛・小野塚圭太
- DIT：島崎靖
- 大道具：浦武幸・山本真一
- 造形：江場天平
- 持道具：伊藤実穂
- 特殊メイクアシスタント：北落香奈子・津路温子・梶佐紀子
- 特殊造型アシスタント：金井聡・津金純多
- 刺青：初代彫政統・彫成・細見彩子
- 特機：松田弘志・佐川敬一・小窪美佳・田岸武将・田畑朱里・安藤唯・槙良輔
- ガンエフェクト：早川光
- 武術指導：中村頼永
- 制作主任：末光洪太
- 制作進行：竹内哲也・吉田卓功・関口千佳・青田侑里香
- スチール：松木修
- 制作デスク：西岡さら
- アシスタントプロデューサー：下鳥真沙
- スタント＆アクション by ジャパンアクションエンタープライズ
- カースタント＆レスキュー by シールズ
- VFX by スタジオ・バックホーン
- 音楽：福田裕彦
- 主題歌：「Z〜俺等的逆襲〜」湘南乃風
- 挿入歌：「Z DUB」詞・歌：Burro Banton/SHINGO★西成/般若/卍LINE　プロデュース：卍LINE
- 特殊メイク協力：株式会社プロジェクト・コア
- 撮影協力：新潟県フィルムコミッション協議会・にいがたロケーションネットワーク・佐渡市・フィルムコミッション佐渡・南魚沼市・雪国ロケお助け隊
- 「Zアイランド」製作委員会：KADOKAWA・吉本興業・電通・B/NGO
- 制作プロダクション：角川大映スタジオ
- 配給：KADOKAWA・吉本興業

## ロケ地
- 新潟県ロケ作品
  - 新潟県本土（新潟市[14]、新発田市、南魚沼市）[8]
  - 佐渡島[15]（佐渡市[8]）

## ソフト
- 初回プレス限定：スリーブケース仕様。12Pブックレット付き。応援店特典で早期購入特典（先着特典）としてA4クリアファイル（非売品）が付いた。2015年9月18日発売。
  - Zアイランド [Blu-ray]
  - Zアイランド [DVD]

映像特典収録。

## Zアイランド〜関東極道炎上篇〜
dビデオ powered by BeeTV配信オリジナルドラマ。品川ヒロシ監督・脚本。物語の舞台は、映画の10年前。アクションシーンは品川ヒロシ監督自ら殺陣を付けた。最終話2015年5月15日配信の翌日16日に本編の映画『Zアイランド』が劇場公開された。

### 出演
関東狂走会
- 半グレ不良集団 関東狂走会リーダー 池谷（宗形組長の弟分）：村上淳
- 元自衛官の兄弟：上地雄輔・中尾明慶
- 関東狂走会メンバー：黒沢あすか

反町組
- 竹下組反町組組長 反町：木村祐一
- 竹下組反町組組員 内田：大悟
- 竹下組反町組組員 ジョー：川島邦裕
- 反町組組員 内海：住谷正樹
- 反町組組員 市井：遠藤要

宗形組
- 宗形組組長 宗形博也：哀川翔
- 宗形組幹部 武史（宗形組長の舎弟）：鶴見辰吾
- 宗形組組員 シイナ信也：RED RICE

その他
- プロ野球選手 カワサキ（信也の高校時代野球部の後輩）：庄司智春

### 配信
- 1話約15分前後
- 第1話2015年4月27日 - 最終話：2015年5月15日（全4話）
  - #1 美女との一夜は危険な代償（22分）
  - #2 キャバクラ大乱闘!!半グレとヤクザの抗争勃発!!（11分）
  - #3 関東極道に宣戦布告!!半グレ史上最恐のピンチ!!（14分）
  - #4 13人の男たちが命とプライドを賭けて決死のバトル!!（23分）
- dビデオからdTVを経てLeminoに移行後は、Leminoで配信している[18]。

### DVD
- DVDレンタル2015年9月18日開始（エイベックス・ピクチャーズ）。60分。
ジャケットコピーは「命を取られる前にぶっ放せ！！最凶 最狂 最強 三つ巴のシマ争い！！！」。

## 漫画
2024年12月3日に吉本興業グループのFANYによるWebサイト「FANY Story」が開設された。本作のコミカライズ『Zアイランド JKvsゾンビvsヤクザ』がサイトの連載のラインナップに加えられている。原作は品川ヒロシ、シナリオは山田健一、シナリオ監修は冨岡淳広が担当。